# Nemzeti Polgári Párt
A Nemzeti Polgári Párt (avagy Magyar Polgári Párt, néhol Heinrich-párt) egy rövid életű nemzeti liberális párt volt Magyarországon az 1920-as évek elején-közepén.

## Története
A pártot Heinrich Ferenc és hívei alakították az 1922-es választásra a gyenge korábbi eredményei miatt csakhamar szétesett Nemzeti Középpárt maradékából. A párt a nemzeti liberális elvek mentén politizált, s 1922-ben olyan tagjai voltak, mint Aich György, a Dreher Sörgyárak Zrt. vezérigazgatója, Báthory István építész, Glück Frigyes vendéglátó-nagyiparos, vagy Chorin Ferenc, a Horthy-korszak egyik legismertebb és legbefolyásosabb üzletembere.
Neves, ismert, főleg zsidó származású tagságát annak köszönhette, hogy 1922-ben élénk vita alakult ki a budapesti zsidóság körében, hogy a politikában vegyenek-e részt és ha igen, milyen formában. Ennek egyik fejezeteként Székely Ferenc, a budapesti izraelita hitközség elnöke belépett a Nemzeti Polgári Pártba, s hozta magával hívei egy részét is. Ebből kifolyólag a Polgári Párt részben ellentétbe került a Vázsonyi Vilmos vezette, hasonlóképp (nemzeti) liberális Nemzeti Demokrata Polgári Párttal, amibe a politizáló zsidóság másik része helyezte a bizalmát.

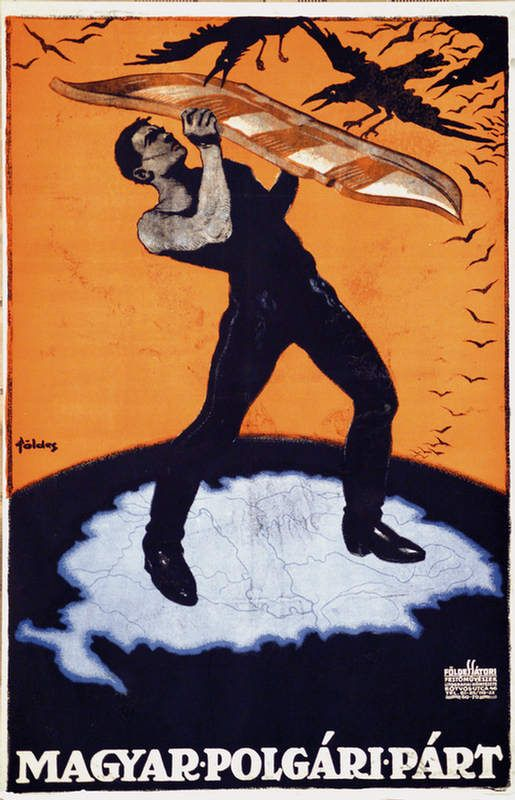
Választási plakát 1922-ből

Az 1922-es választáson két mandátumot szereztek; egyik képviselőjük (1925-ös haláláig) Heinrich Ferenc, a másik pedig Szentpáli István, Miskolc korábbi polgármestere lett (ő szintén elhunyt a ciklus közben, 1924-ben). Noha a parlamentben ellenzéki szerepkörben voltak, míg jelen voltak, mindvégig támogatták a Bethlen-kormány politikáját (szemben Vázsonyiékkal, akik nem).
A Szentpáli helyére kiírt 1924-es időközi választást Huska Vilmos, a Vázsonyi-féle demokrata párt jelöltje nyerte, míg Heinrich mandátumát 1925-ben az egységes párti jelölt, Kálmán Jenő tölthette be. Miután a párt ilyetén módon 1925 nyarán kiesett a parlamentből, illetve vezető nélkül maradt, rövid úton szétszéledt; az 1926-os választáson már nem is indított jelöltet.

## Országgyűlési választási eredményei
| Választás | Szavazatok száma (alapválasztás) | Szavazatok aránya (alapválasztás) | Szavazatok száma (pótválasztás) | Szavazatok aránya (pótválasztás) | Mandátumok száma (össz.) | Mandátumok aránya (össz.) | Parlamenti szerepe |
| --------- | -------------------------------- | --------------------------------- | ------------------------------- | -------------------------------- | ------------------------ | ------------------------- | ------------------ |
| 1922-es   | 22 764                           | 1,39%                             | 5 527                           | 1,33%                            | 2                        | 0,82%                     | ellenzék           |